# François Cornelis
François Marc Ghislain baron Cornelis (Ukkel, 25 oktober 1949) is een Belgisch bestuurder en topfunctionaris. Van 2017 tot 2021 was hij voorzitter van de raad van bestuur van bpost.

## Levensloop

### Petrofina en Total
François Cornelis studeerde af als burgerlijk ingenieur aan de Université catholique de Louvain en ging in 1974 aan de slag bij oliemaatschappij Petrofina, waar hij in 1986 de tweede man werd. In 1989 verwierf Albert Frère de controle over Petrofina. Een jaar later stelde hij Cornelis als CEO aan. In 1999 werd Petrofina door het Franse Total overgenomen. Cornelis werd vicevoorzitter van het directiecomité van TotalFina en behield deze functie wanneer TotalFina in 2000 Elf overnam. Bovendien stond hij aan het hoofd van de chemiedivisie van TotalFinaElf (later Total). Van 2006 tot 2008 was hij tevens voorzitter van CEFIC, de European Chemical Industry Council. In 2011 eindigde zijn loopbaan bij Total.

### bpost
In 2013 werd hij onafhankelijk bestuurder van bpost. In 2017 werd hij er voorzitter van de raad van bestuur in opvolging van Françoise Masai. In maart 2021 werd bpost-CEO Jean-Paul Van Avermaet ontslagen en nam hij het dagelijkse management van bpost over. Cornelis werd bekritiseerd vanwege zijn aanpak in de ontslagzaak. Hij verloor zijn plaats in het benoemingscomité van bpost, dat op zoek moest naar Van Avermaets opvolger. In april 2021 stapte Cornelis vervroegd op als voorzitter van bpost.

### Bestuursmandaten
Cornelis was ook bestuurder bij kalkproducent Carmeuse, investeringsvennootschap Sofina, supermarktketen Delhaize en netbeheerder Elia. Van januari tot juni 2015 was hij CEO ad interim van Elia in navolging van Jacques Vandermeiren. Chris Peeters volgde hem op.
Sinds 2017 is hij tevens voorzitter van Child Focus, de Stichting voor Vermiste en Seksueel Uitgebuite Kinderen. Hij volgde Jean-Louis Duplat op.

### Autosport
Sinds december 2002 is Cornelis tevens voorzitter van de Royal Automobile Club Belgium (RACB). Hij volgde de onverwachts overleden John Goossens op.
Hij was tevens voorzitter van nv Le Circuit de Spa-Francorchamps, de uitbater van het circuit van Spa-Francorchamps. Hij verving Melchior Wathelet in 2012 en werd in januari 2018 door diens zoon Melchior Wathelet opgevolgd.

### Privéleven
In 2015 werd Cornelis voorgedragen voor de erfelijke adel met de persoonlijke titel van baron. Dit kreeg rechtsgevolg na het lichten van de open brieven op 6 november 2016.
Hij is officier in het Legioen van Eer en commandeur in de Kroonorde.